# Parawixia kochi
Parawixia kochi là một loài nhện trong họ Araneidae.
Loài này thuộc chi Parawixia. Parawixia kochi được Władysław Taczanowski miêu tả năm 1873.